# Ben Debognies
Ben Debognies (28 januari 1966) is een Belgische voormalige atleet, die gespecialiseerd was in de lange afstand en het veldlopen. Hij werd eenmaal Belgisch kampioen.

## Loopbaan
Ben Debognies werd in 1990 Belgisch kampioen op de 10.000 m. Hij was aangesloten bij Olympic Essenbeek Halle.

## Belgische kampioenschappen
| Onderdeel | Jaar |
| --------- | ---- |
| 10.000 m  | 1990 |

## Persoonlijk record
| Onderdeel | Prestatie | Datum             | Plaats |
| --------- | --------- | ----------------- | ------ |
| 10.000 m  | 28.36,67  | 15 september 1990 | Duffel |

## Palmares

### 5000 m
- 1989:  BK AC - 13.57,85

### 10.000 m
- 1990:  BK AC in Duffel - 28.36,67

### veldlopen
- 1984: 47e WK junioren in New York